# Cabell d'àngel (dolç)
El cabell d'àngel o cabellera d'àngel és cada un dels filaments que ocupen la polpa a l'interior de certes carabasses (Cucurbita ficifolia i Cucurbita moschata) amb sucre. Se'n fa una confitura filagarsosa, dita confitura de cabells d'àngel que s'utilitza típicament per a farcir pastissos, ensaïmades, casquetes, coques i tortells.

## Preparació
La carabassa es posa a bullir amb poca aigua fins que surtin els filaments. Després d'escorreguda es posa a coure amb un xarop concentrat fet amb sucre, i es remena a poc a poc tot el temps de la cocció. A Mallorca també es fa el cabell d'àngel posant la carabassa directament al forn. Per a donar-li més bon gust i aroma, el cabell d'àngel es condimenta sovint amb canyella i/o llimona durant l'elaboració. La millor època per a preparar cabell d'àngel és la primavera, quan les carabasses han perdut humitat.